# جو مينو
جو مينو (بالإنجليزية: Joe Meno)‏ (1974 في الولايات المتحدة)؛ روائي أمريكي.